# مونتينيرودومو
مونتينيرودومو (بالإيطالية: Montenerodomo)‏ هي بلدية في مقاطعة كييتي في إقليم أبروتسو الإيطالي.

## السكان
في سنة 1861 بلغ عدد السكان 1٬661 نسمة، وتطور العدد ليصل في سنة 2017 لـ 678 نسمة.
يظهر هذا المخطط البياني تطور النمو السكاني لـ مونتينيرودومو